# Oxford (Alabama)
Oxford ist eine US-amerikanische Stadt im US-Bundesstaat Alabama. Die City liegt teils im Calhoun County und teils im Talladega County. Das U.S. Census Bureau hat bei der Volkszählung 2020 eine Einwohnerzahl von 22.069 ermittelt.

## Geographie
Nach den Angaben des United States Census Bureaus hat die Stadt eine Fläche von 47,4 km², von denen 47,2 km² auf Land und 0,2 km² (= 0,38 %) auf Gewässer.
Oxford liegt an den Ausläufern der Blue Ridge Mountains. Der nahegelegene Mount Cheaha ist Alabamas höchste Erhebung und ermöglicht einen weiten Blick auf die Stadt und ihre Umgebung unterhalb des Berges. Ein Großteil der südlichen Stadtteile grenzt an den Talladega National Forest.
Zu den wichtigsten Gewässern im Stadtgebiet gehören Oxford Lake, Lake Hillabee und Choccolocco Creek, der die Stadt in zwei Teile spaltet.

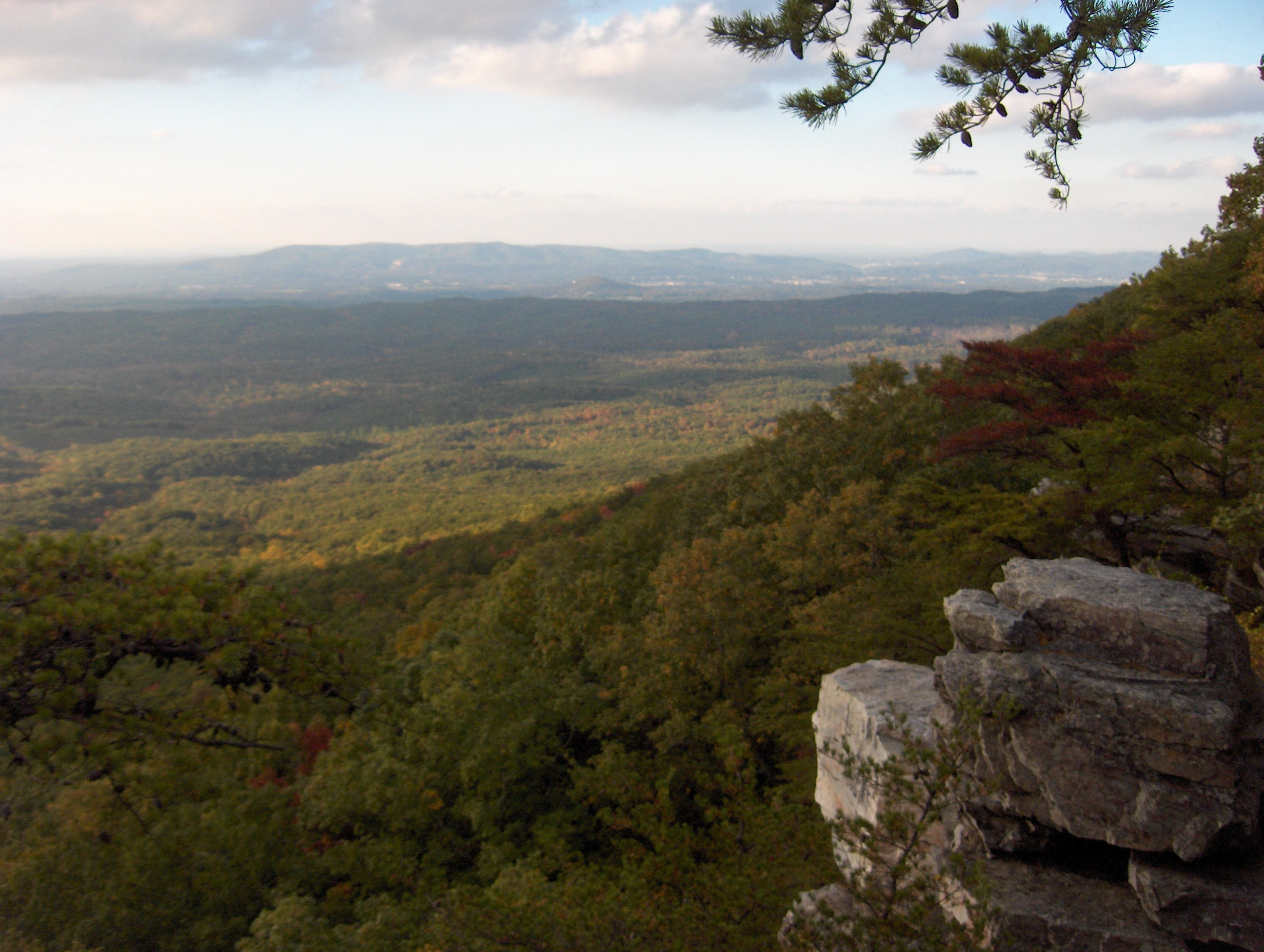
Blick vom Pulpit Rock am Mount Cheaha. Oxford liegt direkt vor dem in der Entfernung sichtbaren Coldwater Mountain.

## Geschichte
Oxford, das ursprünglich unter dem Namen Lickskillet bekannt war, war die erste incorporierte City im Calhoun County. Die Gründung erfolgte in der frühen 1850er Jahren.
Nach 1970 gliederte Oxford im Süden der Stadt größere Flächen ins Stadtgebiet ein, darunter Coldwater und Bynum. Heute erstreckt sich die Stadt nicht nur im Calhoun County, sondern ein Teil der Fläche ragt ins benachbarte Talladega County hinein. Bis 1999 war Fort McClellan im benachbarten Anniston ein bedeutender Arbeitgeber.
Zwei Bauwerke in Oxford sind im National Register of Historic Places (NRHP) eingetragen (Stand 5. Juli 2019), darunter das Davis C. Cooper House und die Coldwater Creek Covered Bridge.

## Verwaltung
Oxfords Stadtverwaltung besteht aus einem Bürgermeister mit einem Stadtrat, der aus fünf Mitgliedern besteht. Der Bürgermeister Leon Smith leistet derzeit seine sechste Amtszeit; er wurde erstmals 1984 gewählt. Die Wahlperiode beträgt jeweils vier Jahre und die Wahljahre stimmen mit denen zur US-Präsidentschaft überein.

## Bildung
Oxfords öffentliches Schulsystem wird aus vier Elementary Schools, einer Middle School und einer Highschool gebildet. An der Highschool sind mehr als 1000 Schüler eingeschrieben.

## Wirtschaft
Der Bau der Interstate 20 hat zu einem Aufschwung in der Stadt beigetragen und Oxford ist zu einem lokalen Zentrum geworden.

## Demographie

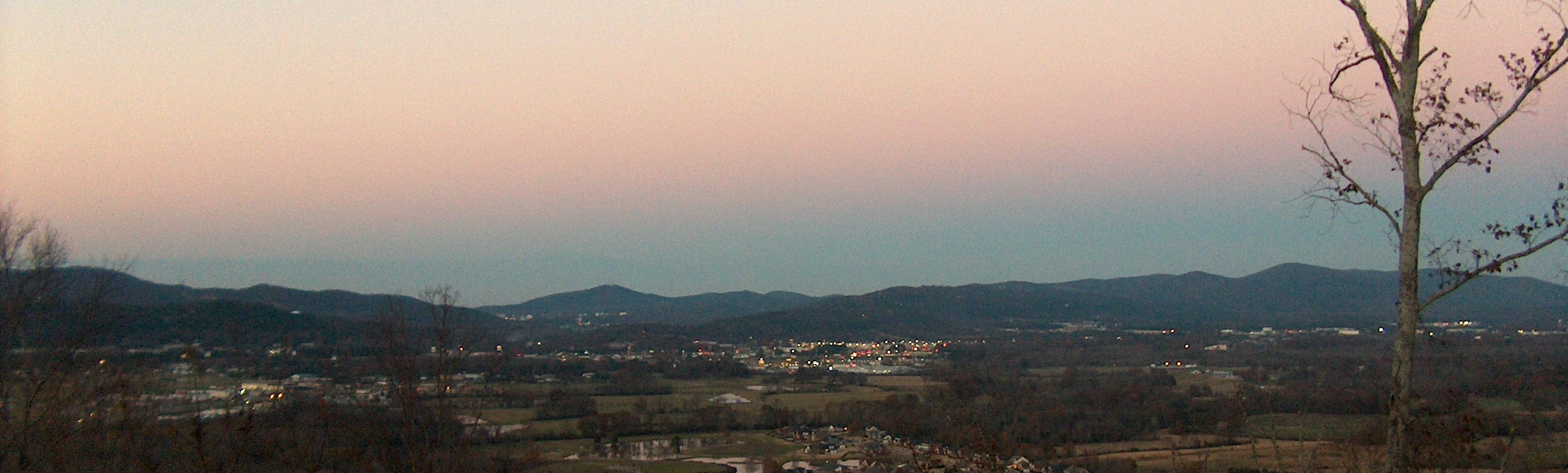
Oxford bei Sonnenuntergang

Zum Zeitpunkt des United States Census 2000 bewohnten Oxford 14.592 Personen die Stadt. Die Bevölkerungsdichte betrug 308,9 Personen pro km². Es gab 6280 Wohneinheiten, durchschnittlich 131,5 pro km². Die Bevölkerung Oxfords bestand zu 87,46 % aus Weißen, 9,88 % Schwarzen oder African American, 0,38 % Native American, 0,62 % Asian, 0,03 % Pacific Islander, 0,78 % gaben an, anderen Rassen anzugehören und 0,85 % nannten zwei oder mehr Rassen. 1,93 % der Bevölkerung erklärten, Hispanos oder Latinos jeglicher Rasse zu sein.
Die Bewohner Oxfords verteilten sich auf 5734 Haushalte, von denen in 34,1 % Kinder unter 18 Jahren lebten. 59,6 % der Haushalte stellten Verheiratete, 11,5 % hatten einen weiblichen Haushaltsvorstand ohne Ehemann und 26,2 % bildeten keine Familien. 23,4 % der Haushalte bestanden aus Einzelpersonen und in 9,4 % aller Haushalte lebte jemand im Alter von 65 Jahren oder mehr alleine. Die durchschnittliche Haushaltsgröße betrug 2,51 und die durchschnittliche Familiengröße 2,97 Personen.
Die Stadtbevölkerung verteilte sich auf 24,8 % Minderjährige, 8,1 % 18–24-Jährige, 29,5 % 25–44-Jährige, 23,6 % 45–64-Jährige und 14,0 % im Alter von 65 Jahren oder mehr. Das Durchschnittsalter betrug 38 Jahre. Auf jeweils 100 Frauen entfielen 91,1 Männer. Bei den über 18-Jährigen entfielen auf 100 Frauen 87,6 Männer.
Das mittlere Haushaltseinkommen in Oxford betrug 40.397 US-Dollar und das mittlere Familieneinkommen erreichte die Höhe von 47.891 US-Dollar. Das Durchschnittseinkommen der Männer betrug 34.838 US-Dollar, gegenüber 21.897 US-Dollar bei den Frauen. Das Pro-Kopf-Einkommen in Oxford war 28.923 US-Dollar. 9,4 % der Bevölkerung und 6,8 % der Familien hatten ein Einkommen unterhalb der Armutsgrenze, davon waren 13,3 % der Minderjährigen und 10,1 % der Altersgruppe 65 Jahre und mehr betroffen.

## Namensvarianten
Die Stadt besitzt einige Bezeichnungsvarianten:
- Lick Skillet[5]
- Lickskillet[6]
- Snow Creek[7]
- Snows Creek[7]

## Sohn der Stadt
- Kwon Alexander (* 1994), American-Football-Spieler